# Laser og pjalter
Laser og pjalter (tysk: Dreigroschenoper) er et musikteaterstykke med tekst af Bertolt Brecht og musik af Kurt Weill, der havde urpremiere 31. august 1928 i Berlin. Stykket kaldes også undertiden Tolvskillingsoperaen.
Stykket er baseret på den engelske satiriske Tiggeroperaen af John Gay fra 1728. I Brechts udgave fik stykket et socialistisk, revolutionært indhold og kan ses som en stærk kritik af det kapitalistiske samfund.

## Handling
Stykket foregår i det victorianske London, hvor hovedpersonen MacHeath er en ryggesløs kriminel. Han går fra pige til pige, men ender med at ville giftes med Polly Peachum, hvis far dog er imod forbindelsen. Faderen er bagmand hos byens tiggere, og han går efter at få MacHeath hængt. Dette besværliggøres imidlertid af, at politichefen Tiger-Brown er MacHeaths barndomsven. MacHeath bliver dog fanget og dømt til døden. Kort før henrettelsen ankommer imidlertid en benådning fra "dronningen", hvorpå MacHeath i en parodi på en lykkelig slutning bliver udnævnt til baron.

## Virkemidler
Stykket bruger mange anledninger til at skære sit budskab ud i pap. Opførelser viser som regel politiske slogans på f.eks. bagtæppet, bl.a. "Hvem er den største skurk? Ham der røver en bank, eller ham der grundlægger den?".
Derudover søges publikum involveret med opfordringer fra scenen. Dette var ret ualmindeligt på premieretidspunktet.

## Musikken
Kurt Weills musik sender hilsner til den musik, der hører til Tiggeroperaen skrevet af Pepusch. Men musikken er i øvrigt også præget af jazz samt den kabaretmusik, der prægede Berlin i mellemkrigstiden.
Det mest kendte musiknummer fra stykket er nok Die Moritat von Mackie Messer (dansk: Moritat om Mackie Springkniv), der er blevet flittigt indspillet løsrevet fra stykket, ikke mindst i den engelske version med titlen Mack the Knife. Nummeret er indspillet af sangere som Frank Sinatra, Ella Fitzgerald, Tony Bennett, Marianne Faithfull og Nick Cave.
Andre kendte numre er Seeräuberjenny (dansk: Sørøverjenny), som var et af de mest elskede på Lotte Lenyas repertoire.

### Sebastians version
Danske Sebastian fik sidst i 1970'erne lov til at skrive ny musik til nogle af numrene fra Laser og pjalter. Det blev til albummet Tiderne skifter, der udkom i 1979, og albummet endte med at blive Sebastians næstbedst sælgende i 1970'erne.

## Modtagelse
Stykket blev stort set fra starten en gigantisk succes, der er blev opført over 10.000 gange i Tyskland. Det er blevet oversat til adskillige sprog, herunder engelsk og dansk. Det er også filmatiseret mindst fire gange.
I Danmark er stykket sat op adskillige gange på stort set alle de større scener i landet. Første opførelse var i 1937. Blandt de danske opførelser kan nævnes:
- Betty Nansen Teatret (2003)
- Aalborg Teater (1970'erne og igen i 2023)
- Odense Teater (1960'erne)